# Tournon-Saint-Pierre

Tournon-Saint-Pierre este o comună în departamentul Indre-et-Loire, Franța. În 1 ianuarie 2022 avea o populație de 437 de locuitori.